# 米斯里克-丘姆-内埃姆萨尔
米斯里克-丘姆-内埃姆萨尔（Misrikh-cum-Neemsar），是印度北方邦Sitapur县的一个城镇。总人口15163（2001年）。

## 人口
该地2001年总人口15163人，其中男性8108人，女性7055人；0—6岁人口2241人，其中男1225人，女1016人；识字率65.31%，其中男性为71.50%，女性为58.20%。